# Adnan Zahirović
Adnan Zahirović (* 23. března 1990, Banja Luka, Jugoslávie) je bosenský fotbalový záložník a reprezentant, který hraje v německém klubu VfL Bochum.

## Klubová kariéra
Zahirović začal svou profesionální fotbalovou kariéru v bosenském klubu Čelik Zenica, odkud v lednu 2011 přestoupil do ruského celku Spartak Nalčik. Ten jej v únoru 2013 pustil na půlroční hostování do běloruského týmu Dinamo Minsk. V červenci 2013 přestoupil do německého druholigového klubu VfL Bochum.

## Reprezentační kariéra
V bosenském reprezentačním A-mužstvu debutoval pod trenérem Safetem Sušićem 10. prosince 2010 proti Polsku, kde nastoupil na hřiště ve druhém poločase (hrálo se v tureckém městě Antalya). Bosna a Hercegovina zremizovala tento přátelský zápas 2:2.
Nastoupil v odvetném kvalifikačním zápase 10. září 2013 v Žilině, kde Bosna porazila Slovensko 2:1 a uchovala si naději na první místo v základní skupině G. Měl podíl na historicky prvním postupu Bosny a Hercegoviny na mundial (definitivní jistota nastala po posledním kvalifikačním utkání s Litvou).